# Venere e amorini
Venere e amorini è un dipinto a olio su tela di 23 × 23,5 cm realizzato nel 1925 dal pittore spagnolo Salvador Dalí.
Fa parte di una collezione privata.
La donna di schiena è la dea Venere, intorno a lei sono raffigurati alcuni putti intenti a giocare tra loro.
L'amorino che porge una conchiglia alla dea ha i tratti di Picasso.